# Violone

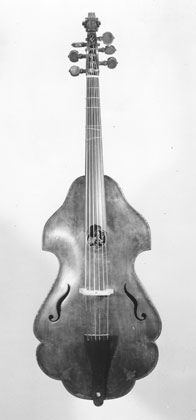
Sexsträngad violone från 1630, tillverkad av Ernst Busch, Stockholm

Violone (på italienska bokstavligt "stor fiol") är en föregångare till dagens kontrabas. Violonen är en kontrabasgamba med sex strängar som var vanlig på 1600- och 1700-talen. Det finns emellertid fler instrument i musikhistorien som burit detta namn.